# José Paradela
José Antonio Paradela (ur. 15 grudnia 1998 w Quiroga) – argentyński piłkarz występujący na pozycji środkowego lub ofensywnego pomocnika, od 2024 roku zawodnik meksykańskiej Necaxy.
Jego kuzyn Federico Paradela również jest piłkarzem.